# Bilintx
Guillermo Joaquín Indalecio Bizcarrondo Ureña (San Sebastián, 30 de abril de 1831-San Sebastián, 21 de julio de 1876), más conocido como Bilintx (en batúa; él firmaba Vilinch), fue un poeta y versolari vasco-español cuya lengua materna era el euskera. Conocido también por su cercanía al liberalismo progresista y su oposición al carlismo, escribió casi toda su obra en lengua vasca, aunque publicó algunos poemas en castellano.
De ascendencia vasca y andaluza, varios accidentes en su infancia le dejaron un rostro desfigurado y una cojera que le dieron el apodo Moko (en euskera: pico), en referencia a su nariz.
La mayoría de su obra es de temática amorosa y satírica. En su obra es constante la comparación entre el amor idealizado y la realidad. Así, la amada es fuente de sufrimiento. Su obra es una fuente de primer orden para conocer el euskera hablado en San Sebastián a mediados del siglo XIX.
También fue activo en política, relacionándose con los círculos liberales de San Sebastián. Generalmente es considerado próximo al liberalismo progresista. A la llegada de la tercera guerra carlista, se alistó como voluntario al cuarto batallón liberal y luchó en la defensa de San Sebastián, donde fue herido por una granada y, en consecuencia, le fueron amputadas dos piernas. Coincidentemente, falleció el mismo día en que se abolieron los fueros de las provincias vascas: 21 de julio de 1876.

## Biografía
Bilintx nació en San Sebastián en 1831. Su nombre completo era Guillermo Joaquín Indalecio. Su padre se llamaba Joaquín Bizcarrondo Amunárriz y su madre, Joaquina Ureña. Su abuelo materno era de Ayamonte (Huelva).
Un accidente en su infancia lo dejó marcado de por vida. Uno de sus apodos, Moko (pico), provenía de este hecho. Bilintx tuvo una vida llena de sufrimiento y dolor, tal y como reflejan sus versos. En una sokamuturra (toro ensogado), sufrió una cogida del toro que le causó graves heridas en las piernas y le dejó una cojera para el resto de su vida.
Se casó con la azcoitiarra Nicolasa Erquicia Macazaga el 5 de abril de 1869 en San Sebastián. Tuvieron tres hijos: Benito (nacido en 1869, antes de la boda), Pío Francisco (1871) y María Ana (1874).
Se relacionó en los círculos liberales donostiarras de la época: Francisco López Alén, José Manterola, Serafín Baroja, etc. Luchó con el 4.º batallón liberal en la Tercera Guerra Carlista, defendiendo la ciudad frente al asedio carlista. En 1876, el día de San Sebastián, una granada lanzada por los sitiadores entró por la ventana de su casa. Bilintx vivía en el Teatro Principal de San Sebastián, ya que trabajaba desde hacía años como empleado del teatro. La explosión de la granada le causó graves heridas y le fueron amputadas las piernas. Tras seis meses de gran sufrimiento, murió el 21 de julio de 1876, el mismo día que se abolía el régimen foral vasco.

## Obra
Son tres los géneros que trabaja el poeta:
- Bertsolarismo improvisado, muestra de ello es Domingo kanpaña, fue un innovador en este género utilizando nuevas melodías además de las viejas.

- Bertsopaperak con la colección de bertsos Juan Bixenta Olabe, dedicados a la versolari del mismo nombre.

- Poesía: son bien conocidos sus poemas románticos de temática amorosa, siempre presente en toda su obra.

## Temática
- Casi toda la obra es de temática amorosa: entre sus poetas preferidos, destacan Campoamor, Trueba y Aguilera. Pone las referencias a Dios, muerte y el ser humano al servicio del amor, que idealiza. Esta idealización se encuentra con el obstáculo de la realidad, por lo que la amada se convierte en fuente de sufrimiento. Más de quince bertsoak forman la colección relativa a esta temática: Ja-jai, Juana Bixenta Olabe, Loriak Udan, Triste bizi naiz eta, Kontxesirentzat, Pozez eta bildurrak... se encuentran entre los más conocidos.

- El humor, la falta de compasión y lo afilado de sus versos satíricos son también conocidos. Algunos son Zaldi baten bizitza, Potajiarena, Iru erregeak, Domingo kanpaña, Pobriaren suertia... en donde muestra con maestría la gracia propia del versolari.

## Crítica
Bilintx es sobre todo un olerkari (poeta); en sus poemas, es visible el trabajo, fruto de largas horas: el vocabulario, los refranes, comparaciones, contrastes y metáforas han sido cuidadosamente elegidos, en busca de una expresión más rica. No fue un trabajo estéril si creemos a los versolaris al menos, pues admiten que grande es la deuda en la exactitud de la métrica, la riqueza en la rima, la musicalidad del ritmo y la solidez del bertso. Al igual que Etxahun, la vida de este poeta tiene cierto atractivo, pues sus poemas poco tuvieron de invención. Sin profundizar demasiado la pena, tristeza, esperanza y alegría se encuentran con facilidad en sus poemas.
A la hora de realizar comparaciones e imágenes, son frecuentes los siguientes conectores: itxura (aspecto), dirudi (parece), konparatzeko balio duen (que sirve como comparación), itxurak harturik ([con] el aspecto [de]), bezin (tan [como]), bezala (como), alakorik (semejante), diña (tanto... como), ala nola (por ejemplo, tal como), etc. Y la figura de la dama suele estar revestida de connotaciones alegres: aingerua (ángel), izarra (estrella), txingarra (brasa), perla (perla), eguzkia (sol), lorea (flor), arnasa (aliento), txoria (pájaro), baratzea (huerto)...
Conoce bien los clichés o fórmulas del versolarismo y viste de viejos refranes, ocurrencias, razones y contrastes la mayoría de bertsos. Está claro que conoce bien la labor del versoalri y, en cuanto a la técnica, se defiende en las habituales, aunque es también innovador, como los demuestran su Juana Bixenta Olabe u sus oin hautsiak. Sus poemas son exactos en el ritmo, quizá debido a la influencia de la literatura escrita, pues las sílabas están perfectamente medidas y las pausas se realizan en su correcto sitio, a diferencias del versolarismo tradicional.
Los expertos consideran que Bilintx escribió utilizando, básicamente, el euskera hablado en la época en la propia San Sebastián. A pesar de las interferencias que utiliza en escasas ocasiones, hay que reconocer el trabajo que realizó enriqueciendo la lengua, buscando un lenguaje poético, exacto, agradable y sugerente, convirtiéndose en cantera y ejemplo  para los que lo siguieron.

## Seudónimo
El seudónimo literario que usó en vida Indalecio Bizcarrondo fue el de "Vilinch" y con ese nombre firmaba sus obras. Todos los que hablan de él, incluso Luis Michelena (padre del batúa) en los años 60, dicen siempre "Vilinch".

## Calle Bilintx
Ocho años después de morir, el Ayuntamiento de San Sebastián le dedicó en 1884 una calle: "Calle Vilinch (enlace roto disponible en Internet Archive; véase el historial, la primera versión y la última).", junto a la Plazuela de Lasala.
En abril de 1897 el Ayuntamiento acordó rotular los nombres de las calles en bilingüe, y la placa quedó así: "Calle Vilinch / Bilinch (sic)-kalea" (Revista Euskal-Erria).
En 1964, en su calle, límite con Mayor, se coloca una placa en la que se modifica su nombre (Indalezio), su apellido (Bizkarrondo) y su seudónimo (Bilintx).
Hoy se llama únicamente "Bilintx kalea". 